# El clan dels trencalossos
El clan dels trencalossos  (títol original: The Longest Yard) és una pel·lícula estatunidenca dirigida per Peter Segal, estrenada en sales l'any 2005. Ha estat doblada al català.

## Argument
Paul Crewe és un antic jugador de futbol americà, que havia assolit fins i tot el títol de millor jugador de la lliga NFL. Va ser tanmateix bandejat d'aquesta lliga per haver, sembla, perdut un partit deliberadament. Alguns anys més tard, després d'alguns problemes amb la seva companya, es troba en presó. El director d'aquesta presó l'empeny a formar un equip de futbol americà per jugar contra el dels guardians de la presó, que evoluciona a lliga semi-professional. Per això, en Crewe formarà un equip de futbol constituït de presoners.

## Repartiment

### Equip dels presidiaris
- Adam Sandler: Paul Crewe
- Chris Rock: James «Caretaker» Farrell
- Nelly: Earl Megget
- Burt Reynolds: Entrenador Nate Scarborough
- Michael Irvin: Deacon Moss
- Bob Sapp: Switowski
- David Patrick Kelly: Unger
- Terry Crews: «Cheeseburger Eddy»
- Nicholas Turturro: Brucie
- Bill Goldberg: Joey «Battle» Battaglio
- Steve Reevis: Billy «Baby Face Bob» Rainwater
- Lobo Sebastian: Torres
- Dalip Singh Rana: Turley
- Joey Diaz|Joey «Coco »Diaz: Anthony «Big Tony» Cobianco
- Eddie Bunker: «Skitchy» Rivers
- Tracy Morgan: Miss Tucker

### Equip dels carcellers
- William Fichtner: Capità Brian Knauer
- Bill Romanowski: guardià o Carceller Lambert
- Brian Bosworth: Carceller Garner
- Kevin Nash: Sergent Engleheart
- Steve Austin: Carceller Dunham
- Michael Papajohn: Carceller Papajohn
- Conrad Goode: Carceller Webster
- Brandon Molale: Carceller Malloy
- Todd Holland: Carceller Holland
- John Hockridge: Carceller Hock

### Altres
- James Cromwell: Director Rudolph Hazen
- Allen Covert: Walter
- Rob Schneider: Punky
- Lauren Sanchez: si mateix
- Chris Berman: si mateix
- Jim Rome: si mateix
- Patrick Bristow: Patrick
- Dan Patrick: Agent Jack Pugh
- Christopher Neiman: L'agent de les orelles
- Ed Lauter: Duane
- Sean Salisbury: Vic
- Rob «Revolution» Moore: Gavin
- Big Boy: Jesse
- Marc S. Ganis: Lorenzo
- Shane Ralston: Bradlee
- Cloris Leachman: Lynette Grey, treballa a la presó
- Walter Williamson: Errol Dandridge
- Courteney Cox: Lena, la xicota (?) de Crewes al principi (no surt als crèdits)

## Al voltant de la pel·lícula
- El clan dels trencalossos (The Longest Yard) és una nova versió que recupera la pel·lícula homònima de Robert Aldrich, estrenat l'any 1974. El personatge principal del primer lliurament és interpretat per Burt Reynolds, que cedeix la seva plaça a Adam Sandler al segon, i agafa un paper secundari.
- La història del film ha estat objecte d'una adaptació: es tracta del llargmetratge britànic Mean Machine, estrenat l'any 2001, amb la mateixa història, però canviant l'esport pel futbol.
- Al repartiment del film, cinc lluitadors professionals hi són presents: Stone Cold Steve Austin, Bill Goldberg, Kevin Nash, Bob Sapp i Dalip «The Great Khali» Singh.

## Crítica
- Té una persistent ridiculesa que m'entreté (...) Aconsegueix més o menys el que la gent que vagi a veure-la espera d'ella. (...) Puntuació: ★★★ (sobre 4)."[3]
- Això és el que es troba a faltar en 'The Longest Yard' de forma més notòria: l'encant s'ha quedat en la banqueta"[4]
- "Si està pensant a anar a veure-la, i si és prou major per conduir (o fins i tot per llegir això), faci's un favor i llogui l'original en el seu lloc."[5]